# Igalikup Kangerlua

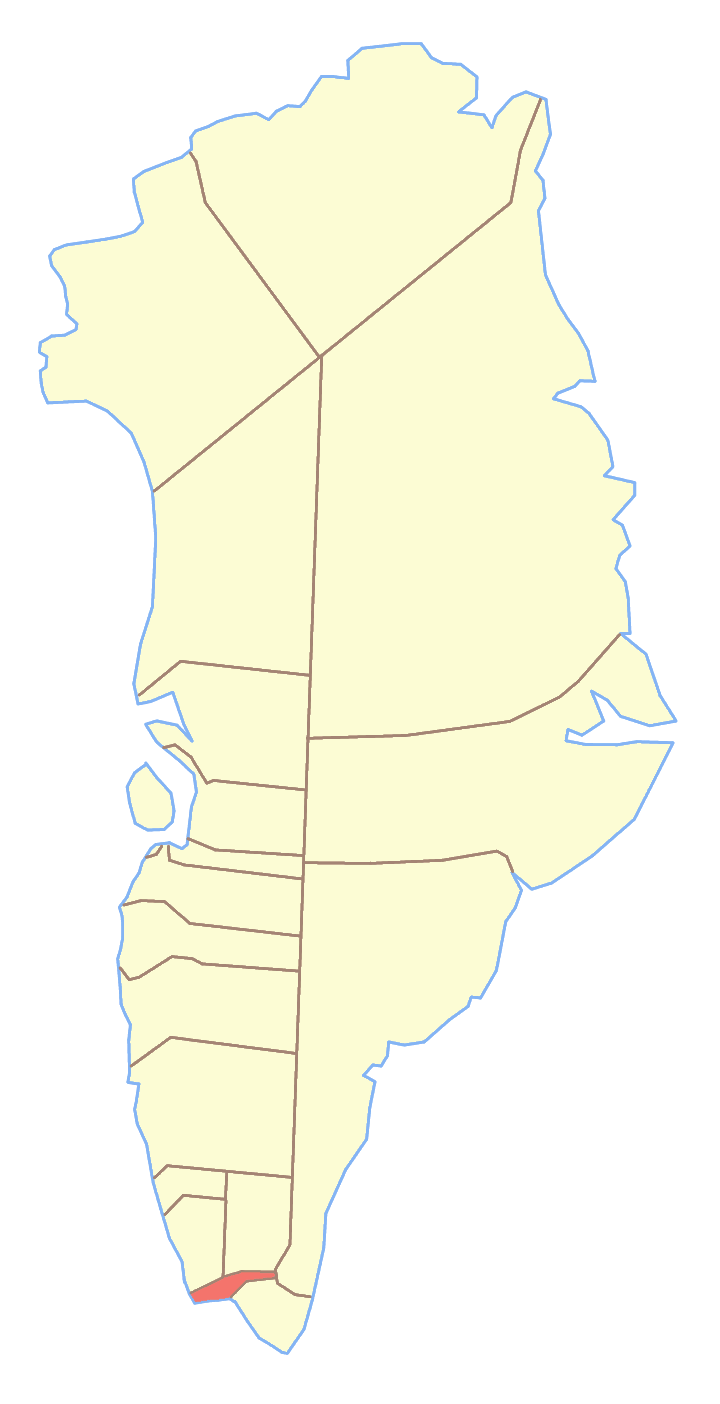
Ex comune di Qaqortoq, dove si trovava l'Igalikup Kangerlua

L'Igalikup Kangerlua (danese Igaliko Fjord o Einarsfjord) è un fiordo della Groenlandia di 65 km. Si trova a 60°48'N 45°35'O; appartiene al comune di Kujalleq.